# Höhere Berufsfachschule für Hotelmanagement
Die Höhere Berufsfachschule für Hotelmanagement ist ein hotel- und gastronomiebezogener Bildungsgang der Höheren Berufsfachschule (HBF) im Land Rheinland-Pfalz. Die HBF für Hotelmanagement ist mit den anderen Formen der HBF in Rheinland-Pfalz nicht direkt vergleichbar, da sie mindestens die Fachhochschulreife voraussetzt und mit Praxisphasen insgesamt drei Jahre dauert.

## Zugangsvoraussetzungen
Für Rheinland-Pfalz regelt die Landesverordnung über die höhere Berufsfachschule (vom 31. Juli 2019) den Zugang. Für die Höhere Berufsfachschule für Hotelmanagement ist mindestens die Fachhochschulreife erforderlich (§ 15 (3)).

## Dauer
Der Bildungsgang dauert drei Jahre und ist dual angelegt. Nach zwei Jahren Theorie folgt eine Praktikumsphase von einem Jahr. Die Praktikumsphase soll in zwei Abschnitten ausgeführt werden, wovon ein Abschnitt im Ausland stattfinden soll (§18, Abs. (4)).

## Ziel
Der Bildungsgang dient der Nachwuchsförderung künftiger Hotelmanager für nationale und internationale Hotelketten und -kooperationen. Er ist eine Alternative zur klassischen Weiterbildung an einer Hotelfachschule.

## Aufgabenbereiche
Die Absolventen arbeiten typischerweise im Front Office, im F&B-Bereich (food & beverage = Speisen und Getränke), im Marketing, in der Bankett- oder Veranstaltungsorganisation, im Personalwesen oder im Controlling.

## Inhalte
Die Inhalte des Bildungsganges ruhen auf drei Säulen:
1. Betriebswirtschaftliches Managementwissen
2. Fremdsprachen
3. Hotelorganisation und -management

und enthalten im Detail (Auszug):
- Berufsbezogener Unterricht
  - Speisen und Getränke servieren, Speisen zubereiten, Gäste beraten
  - Hygienekonzepte entwickeln
  - Bankette organisieren
  - Housekeeping organisieren
  - Rezeption: Gäste empfangen und betreuen
  - Hotelleistungen verkaufen
  - Betriebe kaufmännisch steuern und kontrollieren
  - Betriebliche Entscheidungen vorbereiten
  - Waren beschaffen und lagern
  - Marketing
  - Personalführung
  - Abschlussprojekt
- Erste Fremdsprache: Anspruchsvolle Kommunikation bei
  - Rezeption
  - Housekeeping
  - Küche und Restaurant
  - Administration
  - Verkauf
- Zweite Fremdsprache: Gute Kommunikation bei
  - Rezeption
  - Housekeeping
  - Küche und Restaurant
  - Administration
  - Bankett
- Dritte Fremdsprache: Einfache Kommunikation in
  - Alltagssituationen
  - allgemeinen beruflichen Situationen
  - besonderen beruflichen Situationen
- Sozialkunde und Wirtschaftspolitik
- Religion/Ethik
- Gesundheitserziehung/Sport
- Projektmanagement: Projekte definieren, planen, durchführen, kontrollieren und steuern
- Fachspezifische Datenverarbeitung
- Kommunikation und Präsentation

## Schulorte und vergleichbare Bildungsgänge
In Rheinland-Pfalz wird der Bildungsgang derzeit ausschließlich an der Hotelfachschule Südliche Weinstraße in Edenkoben angeboten und zwar seit dem Jahr 2000 ununterbrochen. Das Angebot an der BBS Bernkastel-Kues wurde eingestellt. Ähnliche Bildungsgänge existieren in Pegnitz und seit vielen Jahren in Saarbrücken, der wohl ältesten Schule dieser Art. Die genannten Bildungsgänge sind an öffentlichen Bildungseinrichtungen angesiedelt. Private Bildungsträger sind derzeit nicht bekannt, jedoch gelegentlich vergleichbare, kostenpflichtige Angebote in Kooperationen mit privaten Hochschulen. Die Preise hierfür belaufen sich auf ca. 400 € bis 600 € pro Monat. In Baden-Württemberg existiert als vergleichbarer Bildungsgang an der Dualen Hochschule Baden-Württemberg Ravensburg ein dualer Studiengang, jeweils in dreijähriger Kooperation mit einem Hotel als Ausbilder.

## Einordnung in die Bildungslandschaft
Der Bildungsgang steht zwischen beruflichem Schulsystem und Hochschule. Wegen des hohen Sprach- und Praxisanteils ist der Abschluss bei internationalen Hotelgesellschaften besonders beliebt.

## Abschluss
Nach bestandener Prüfung sind die Absolventen berechtigt, die Berufsbezeichnung „staatlich geprüfte(r) Fachfrau(mann) für Hotelmanagement“ zu führen.(§ 24 (2)). Der Abschluss wird im EQR auf Level 5 geführt (Entscheidung der ADD Neustadt/W.), Level 6 wird beantragt. Nach Angaben der Schule in Edenkoben haben inzwischen rund 1000 Teilnehmer den Abschluss in Rheinland-Pfalz erworben. Aus Bayern und Saarbrücken liegen bislang keine Angaben vor.

## Zusatzqualifikation
Die Absolventen können ausnahmsweise zur Gehilfenprüfung zum/zur "Hotelkaufmann/Hotelkauffrau" zugelassen werden.

## Anerkennung von Credit Points durch Hochschulen mit dem Abschluss Bachelor
Absolventen der Höheren Berufsfachschule für Hotelmanagement in Rheinland-Pfalz können bereits erbrachte Leistungen sich an folgenden Hochschulen anrechnen lassen:
- Hochschule Worms (D)
- Hochschule Stenden (NL)
- Hochschule Zeeland (NL)